# Mosche Halbertal

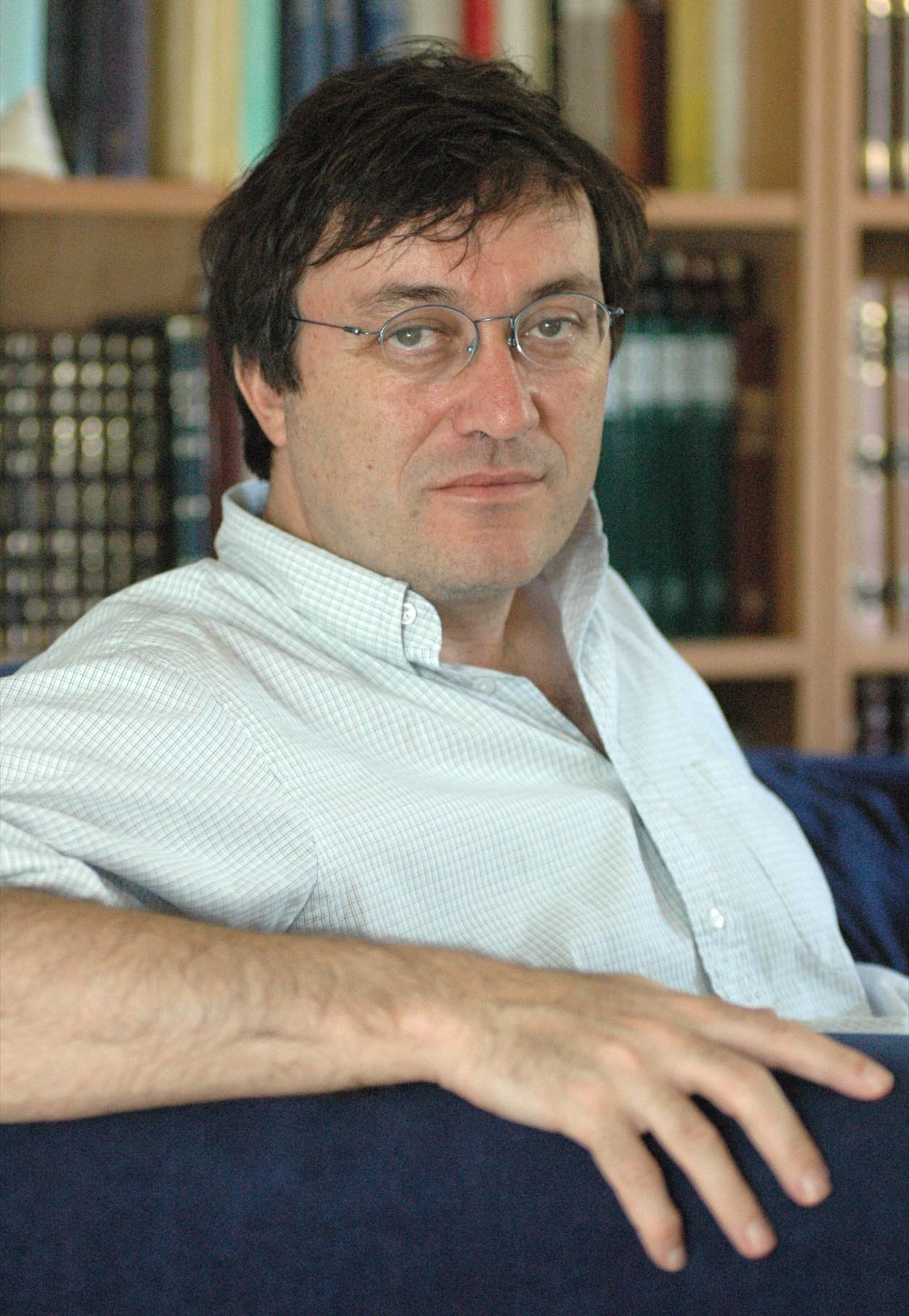
Moshe Halbertal (August 2009)

Mosche Halbertal (hebräisch משה הלברטל; * 1958 in Montevideo, Uruguay) ist ein israelischer Philosoph.
Er übt derzeit eine Lehrtätigkeit an der Hebräischen Universität Jerusalem aus und ist Mitglied der Fakultät des Mandel Leadership Institute in Jerusalem. 2010 wurde er zum Mitglied der Israelischen Akademie der Wissenschaften gewählt, 2021 in die American Philosophical Society. Seit 2021 gehört er der Jury für den mit 500.000 Euro dotierten Wissenschaftspreis Einstein Foundation Award der Berliner Einstein-Stiftung an.

## Auszeichnungen
- Rothschild Foundation's Bruno Award
- Goren Goldstein Award